# Banbury
Banbury est une ville traversée par la rivière Cherwell dans l'Oxfordshire, en Angleterre. Elle se trouve a 34 kilomètres d'Oxford.

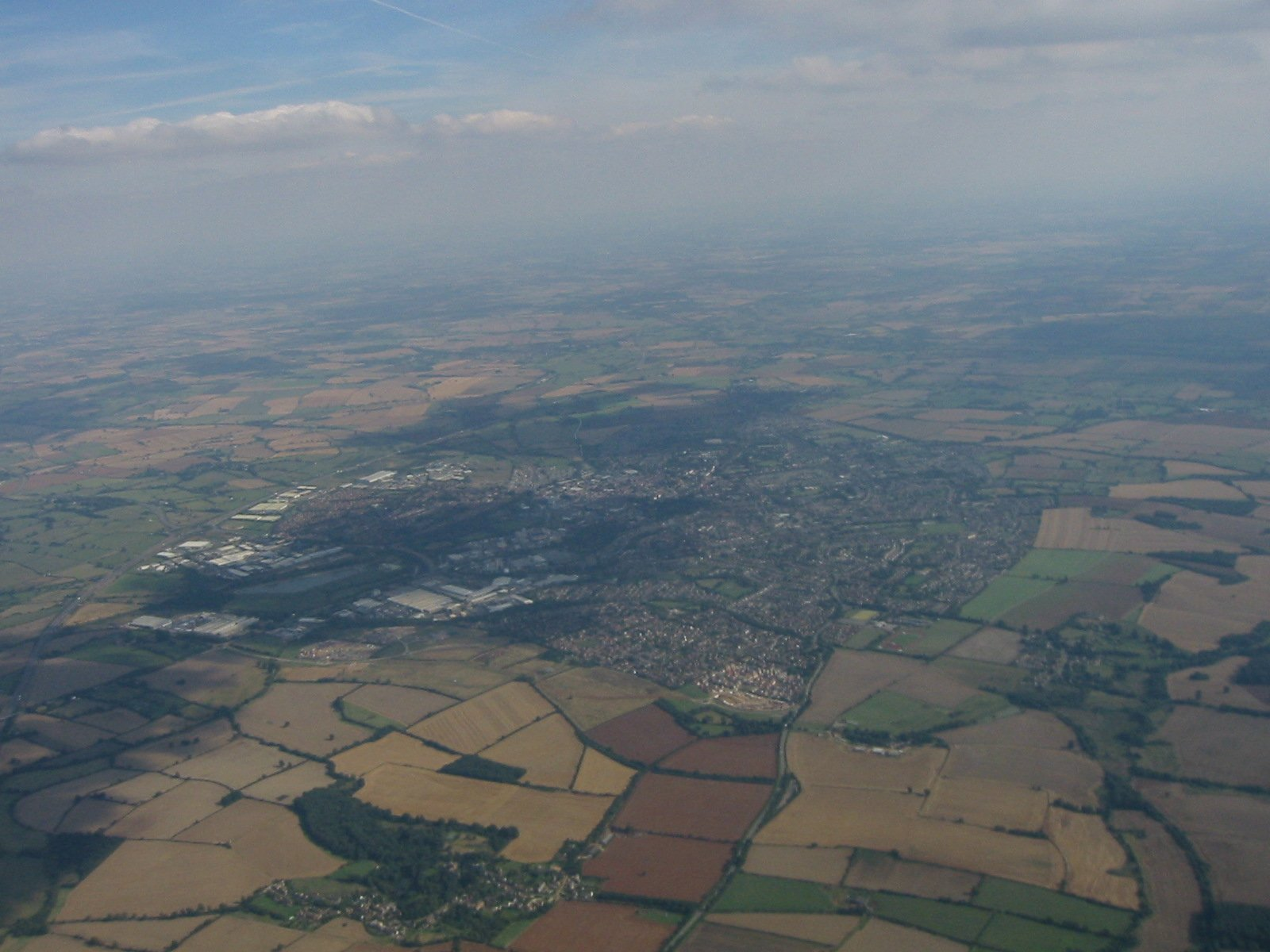
Vue aérienne, en 2003.

Elle abrite le siège social de l'équipementier sportif automobile britannique Prodrive actuellement propriétaire d'Aston Martin. Elle abrite également la base européenne de l'écurie Haas F1 Team. Rachetée par l'écurie de Formule 1 Virgin Racing en 2010 à un constructeur automobile local, Ascari, l'usine abrite depuis 2012 l'écurie Manor Marussia F1 Team.
Durant la Seconde Guerre mondiale, on y fabriqua des bandes de carton utilisées à Bletchley Park pour décrypter les messages produits par la machine Enigma. La technique, élaborée par Alan Turing, appelée banburismus (en) est à l'origine de l'unité ban (en).

## Histoire
Bataille entre les partisans des maisons d'York et de Lancastre en 1469.

## Jumelages
Banbury est jumelé avec :
- Ermont (France) depuis 1982 ;
- Hennef (Allemagne) depuis 1981.

## Personnalités liées
- Sam Douglas, acteur britannico-américain, est né à Banbury.
- Hugh Stanley White, auteur de bande dessinée britannique y est mort.